# Stazione di Funabashi-Nichidaimae
La stazione di Funabashi-Nichidaimae (船橋日大前駅?, Funabashi-Nichidaimae-eki) è una stazione ferroviaria situata a Funabashi, nella prefettura di Chiba, in Giappone. Serve la ferrovia Rapida Tōyō, un'estensione a gestione privata della linea Tōzai della Tokyo Metro.

## Linee e servizi
Società ferrovia Rapida Tōyō
● Ferrovia Rapida Tōyō

## Struttura
La stazione è realizzata sottoterra, con due binari passanti e due marciapiedi laterali.
| 1 | ● Ferrovia Rapida Tōyō | per Tōyō-Katsutadai                                    |
| 2 | ● Ferrovia Rapida Tōyō | per Kita-Narashino, Nishi-Funabashi, Ōtemachi e Nakano |

## Stazioni adiacenti
| «                        | Servizio                       | »                    |
| Ferrovia Rapida Tōyō     | Ferrovia Rapida Tōyō           | Ferrovia Rapida Tōyō |
| ------------------------ | ------------------------------ | -------------------- |
| Kita-Narashino           | Locale Rapido Rapido pendolari | Yachiyo-Midorigaoka  |
| Il Rapido Tōyō non ferma |                                |                      |